# 山口ミコト
山口 ミコト（やまぐち ミコト、1979年9月8日 - ）は、日本の漫画家・漫画原作者。鹿児島県出身。短期大学卒（大学名は非公表）。

## 経歴
- 2005年に『千里と万里』で第30回（2005年9月期）ジャンプ十二傑新人漫画賞（審査員:村田雄介）の最終候補。
- 2006年に『運命の最前線』で『月刊少年ガンガン』（スクウェア・エニックス）の月例マンガ賞新GIガンガン杯で8月期奨励賞を受賞する。
- 2008年に『死神様に最期のお願いを』の読み切りを『ガンガンONLINE』に掲載し、同作で『月刊ガンガンJOKER』にて連載デビューを果たす。
- 2012年に『ガン×クローバー』でネーム原作デビュー。

## 主な作品

### 連載
- 死神様に最期のお願いを（『月刊ガンガンJOKER』）
- 最底辺の男 -Scumbag Loser-（『月刊ガンガンJOKER』）

### ネーム原作
- ガン×クローバー (『月刊ドラゴンエイジ』) - (作画：D.P)
- トモダチゲーム (『別冊少年マガジン』) - (作画：佐藤友生)
- 真夜中のX儀典 (『電撃マオウ』) - (作画：馬鈴薯)
- DEAD Tube (『チャンピオンRED』) -（作画：北河トウタ)
- ゲーム オブ ファミリア-家族戦記- (『月刊ドラゴンエイジ』) -（作画：D.P)
- 四畳半異世界交流記（『別冊ドラゴンエイジ』）- （作画：木曽フミヒロ）
- 死神様に最期のお願いをRE（『月刊ガンガンJOKER』） -（作画：古代甲)
- タマロワ 〜100％金目当て 資産35億のイケメンを巡る訳アリ女達の玉の輿バトルロワイヤル〜（『コミックDAYS』） -（作画：まりお)

### 読切
- MEIDA（『フレッシュガンガン』）
- あん☆りみてっど（『月刊ガンガンJOKER』）
- 死神様に最期のお願いを（『ガンガンONLINE』）
- もなかどりーむ（妹アンソロジー）
- 学園ドラゴンスレイヤー（『月刊ドラゴンエイジ』）-（作画：武田弘光）
- 紅の暗殺者（『週刊少年マガジン』）-（作画：渡れい）